# Championnats des quatre continents de patinage artistique 2000
 (mars 2021).
Si vous disposez d'ouvrages ou d'articles de référence ou si vous connaissez des sites web de qualité traitant du thème abordé ici, merci de compléter l'article en donnant les références utiles à sa vérifiabilité et en les liant à la section « Notes et références ».
Navigation
Édition précédente Édition suivante
Les championnats des quatre continents 2000 ont lieu du 21 au 27 février 2000 à l'Osaka Pool d'Osaka au Japon.

## Qualifications
Les patineurs sont éligibles à l'épreuve s'ils représentent une nation non européenne membre de l'Union internationale de patinage (International Skating Union en anglais) et s'ils ont atteint l'âge de 15 ans avant le 1er juillet 1999 dans leur pays de naissance. La compétition correspondante pour les patineurs européens est le championnat d'Europe 2000. Les fédérations nationales sélectionnent leurs patineurs en fonction de leurs propres critères.
Chaque nation membre qualifiée peut avoir jusqu'à trois inscriptions par discipline, sans tenir compte des résultats de la saison précédente.

## Podiums
| Épreuves                            | Or                             | Argent                                 | Bronze                             |
| ----------------------------------- | ------------------------------ | -------------------------------------- | ---------------------------------- |
| Messieurs résultats détaillés       | Elvis Stojko                   | Li Chengjiang                          | Zhang Min                          |
| Dames résultats détaillés           | Angela Nikodinov               | Stacey Pensgen                         | Annie Bellemare                    |
| Couples résultats détaillés         | Jamie Salé / David Pelletier   | Kyoko Ina / John Zimmerman             | Tiffany Scott / Philip Dulebohn    |
| Danse sur glace résultats détaillés | Naomi Lang / Peter Tchernyshev | Marie-France Dubreuil / Patrice Lauzon | Jamie Silverstein / Justin Pekarek |

## Tableau des médailles
| Rang  | Nation     | Or | Argent | Bronze | Total |
| ----- | ---------- | -- | ------ | ------ | ----- |
| 1     | États-Unis | 2  | 2      | 2      | 6     |
| 2     | Canada     | 2  | 1      | 1      | 4     |
| 3     | Chine      | 0  | 1      | 1      | 2     |
| Total | Total      | 4  | 4      | 4      | 12    |

## Détails des compétitions
Pour la saison 1999/2000, les calculs des points se font selon la méthode suivante :
- chez les Messieurs, les Dames et les Couples artistiques (0.5 point par place pour le programme court, 1 point par place pour le programme libre)
- en danse sur glace (0.4 point par place pour les deux danses imposées, 0.6 point par place pour la danse originale, 1 point par place pour la danse libre)

### Messieurs
| Rang | Nom                  | Nation           | Points | Prog. court | Prog. libre |
| ---- | -------------------- | ---------------- | ------ | ----------- | ----------- |
| 1    | Elvis Stojko         | Canada           | 3.0    | 4           | 1           |
| 2    | Li Chengjiang        | Chine            | 3.0    | 2           | 2           |
| 3    | Zhang Min            | Chine            | 4.5    | 3           | 3           |
| 4    | Todd Eldredge        | États-Unis       | 5.5    | 1           | 5           |
| 5    | Takeshi Honda        | Japon            | 7.0    | 6           | 4           |
| 6    | Anthony Liu          | Australie        | 9.5    | 5           | 7           |
| 7    | Roman Skorniakov     | Ouzbékistan      | 11.0   | 10          | 6           |
| 8    | Yamato Tamura        | Japon            | 13.5   | 11          | 8           |
| 9    | Trifun Živanović     | États-Unis       | 13.5   | 9           | 9           |
| 10   | Ben Ferreira         | Canada           | 14.0   | 8           | 10          |
| 11   | Li Yunfei            | Chine            | 15.5   | 7           | 12          |
| 12   | Ryan Jahnke          | États-Unis       | 17.0   | 12          | 11          |
| 13   | Emanuel Sandhu       | Canada           | 19.5   | 13          | 13          |
| 14   | Naoki Shigematsu     | Japon            | 22.0   | 14          | 15          |
| 15   | Lee Kyu-hyun         | Corée du Sud     | 22.5   | 17          | 14          |
| 16   | Yuri Litvinov        | Kazakhstan       | 23.5   | 15          | 16          |
| 17   | Ricky Cockerill      | Nouvelle-Zélande | 26.0   | 18          | 17          |
| 18   | Bradley Santer       | Australie        | 26.0   | 16          | 18          |
| 19   | Peter Nicholas       | Australie        | 28.5   | 19          | 19          |
| 20   | Park Joon-ho         | Corée du Sud     | 30.5   | 21          | 20          |
| 21   | Jin Yun-ki           | Corée du Sud     | 31.0   | 20          | 21          |
| 22   | Mauricio Medellin    | Mexique          | 33.0   | 22          | 22          |
| 23   | Riccardo Olavarrieta | Mexique          | 35.0   | 24          | 23          |
| 24   | David Del Pozo       | Mexique          | 35.5   | 23          | 24          |

### Dames
| Rang                                          | Nom                     | Nation         | Points | Prog. court | Prog. libre |
| --------------------------------------------- | ----------------------- | -------------- | ------ | ----------- | ----------- |
| 1                                             | Angela Nikodinov        | États-Unis     | 2.0    | 2           | 1           |
| 2                                             | Stacey Pensgen          | États-Unis     | 3.5    | 3           | 2           |
| 3                                             | Annie Bellemare         | Canada         | 4.5    | 1           | 4           |
| 4                                             | Fumie Suguri            | Japon          | 7.0    | 4           | 5           |
| 5                                             | Yoshie Onda             | Japon          | 8.0    | 10          | 3           |
| 6                                             | Jennifer Robinson       | Canada         | 9.0    | 6           | 6           |
| 7                                             | Tatiana Malinina        | Ouzbékistan    | 10.5   | 5           | 8           |
| 8                                             | Andrea Gardiner         | États-Unis     | 11.5   | 9           | 7           |
| 9                                             | Pang Rui                | Chine          | 13.5   | 7           | 10          |
| 10                                            | Choi Young-eun          | Corée du Sud   | 15.5   | 13          | 9           |
| 11                                            | Yao Jia                 | Chine          | 16.5   | 11          | 11          |
| 12                                            | Anastasia Gimazetdinova | Ouzbékistan    | 17.0   | 8           | 13          |
| 13                                            | Michelle Currie         | Canada         | 18.0   | 12          | 12          |
| 14                                            | Chisato Shiina          | Japon          | 21.0   | 14          | 14          |
| 15                                            | Shirene Human           | Afrique du Sud | 23.5   | 15          | 16          |
| 16                                            | Sun Siyin               | Chine          | 24.0   | 18          | 15          |
| 17                                            | Jung Min-ju             | Corée du Sud   | 26.5   | 17          | 18          |
| 18                                            | Lee Chu-hong            | Corée du Sud   | 27.5   | 21          | 17          |
| 19                                            | Quinn Wilmans           | Afrique du Sud | 29.0   | 20          | 19          |
| 20                                            | Diane Chen              | Taipei chinois | 29.5   | 19          | 20          |
| 21                                            | Simone Joseph           | Afrique du Sud | 30.0   | 16          | 22          |
| 22                                            | Dow-Jane Chi            | Taipei chinois | 33.0   | 24          | 21          |
| 23                                            | Sarah-Yvonne Prytula    | Australie      | 34.5   | 23          | 23          |
| 24                                            | Andrea Boss             | Australie      | 35.0   | 22          | 24          |
| Patineuses éliminées après le programme court |                         |                |        |             |             |
| 25                                            | Gladys Orozco           | Mexique        |        | 25          | NC          |
| 26                                            | Rocio Salas Visuet      | Mexique        |        | 26          | NC          |
| 27                                            | Maricarmen Szeszko      | Mexique        |        | 27          | NC          |

### Couples
| Rang | Nom                                       | Nation      | Points | Prog. court | Prog. libre |
| ---- | ----------------------------------------- | ----------- | ------ | ----------- | ----------- |
| 1    | Jamie Salé / David Pelletier              | Canada      | 1.5    | 1           | 1           |
| 2    | Kyoko Ina / John Zimmerman                | États-Unis  | 3.0    | 2           | 2           |
| 3    | Tiffany Scott / Phillip Dulebohn          | États-Unis  | 5.0    | 4           | 3           |
| 4    | Kristy Sargeant / Kris Wirtz              | Canada      | 5.5    | 3           | 4           |
| 5    | Pang Qing / Tong Jian                     | Chine       | 7.5    | 5           | 5           |
| 6    | Valerie Saurette / Jean-Sébastien Fecteau | Canada      | 9.0    | 6           | 6           |
| 7    | Marina Khalturina / Valeriy Artyuchov     | Kazakhstan  | 10.5   | 7           | 7           |
| 8    | Wang Xiaoqian / Tao Wei                   | Chine       | 12.0   | 8           | 8           |
| 9    | Natalia Ponomareva / Evgeni Sviridov      | Ouzbékistan | 13.5   | 9           | 9           |
| 10   | Irina Chabanova / Artem Knyazev           | Ouzbékistan | 15.0   | 10          | 10          |

### Danse sur glace
| Rang | Nom                                    | Nation      | Points | Danse imposée 1 | Danse imposée 2 | Danse originale | Danse libre |
| ---- | -------------------------------------- | ----------- | ------ | --------------- | --------------- | --------------- | ----------- |
| 1    | Naomi Lang / Peter Tchernyshev         | États-Unis  | 2.0    | 1               | 1               | 1               | 1           |
| 2    | Marie-France Dubreuil / Patrice Lauzon | Canada      | 4.0    | 2               | 2               | 2               | 2           |
| 3    | Jamie Silverstein / Justin Pekarek     | États-Unis  | 6.6    | 3               | 3               | 4               | 3           |
| 4    | Megan Wing / Aaron Lowe                | Canada      | 7.4    | 4               | 4               | 3               | 4           |
| 5    | Beata Handra / Charles Sinek           | États-Unis  | 10.0   | 5               | 5               | 5               | 5           |
| 6    | Josée Piché / Pascal Denis             | Canada      | 12.0   | 6               | 6               | 6               | 6           |
| 7    | Nakako Tsuzuki / Rinat Farkhoutdinov   | Japon       | 14.0   | 7               | 7               | 7               | 7           |
| 8    | Nozomi Watanabe / Akiyuki Kido         | Japon       | 16.2   | 8               | 9               | 8               | 8           |
| 9    | Zhang Weina / Cao Xianming             | Chine       | 17.8   | 9               | 8               | 9               | 9           |
| 10   | Wang Rui / Zhang Wei                   | Chine       | 20.0   | 10              | 10              | 10              | 10          |
| 11   | Rie Arikawa / Kenji Miyamoto           | Japon       | 22.0   | 11              | 11              | 11              | 11          |
| 12   | Qi Lina / Gao Hao                      | Chine       | 24.0   | 12              | 12              | 12              | 12          |
| 13   | Portia Duval / Francis Rigby           | Australie   | 26.6   | 13              | 13              | 14              | 13          |
| 14   | Olga Akimova / Andrey Driganov         | Ouzbékistan | 27.4   | 14              | 14              | 13              | 14          |